# 마야 나세르
마야 나세르(1979년 7월 30일~2012년 9월 26일)은 시리아 출신의 기자이자 리포터로서 이란의 영어방송인 프레스TV에서 일했다. 마야 나세르는 시리아 내전 동안에 종군기자로 참여했으며, 특히 시리아의 도시인 알레포를 중심으로 활동하였고 그 밖에 미국,레바논,요르단,이집트, 바레인 등에서도 활동하였다. 2012년 9월 26일, 마야 나세르는 시리아 육군본부가 있는 우마이야드 광장에서 대형폭발을 취재하던 중, 반군 저격수가 쏜 총에 목을 직격당해 숨졌다. 그는 시리아 내전을 통틀어 46번째로 희생된 언론인이 되었다.